# Jeffrey J. Varab
Jeffrey James Varab est un animateur et artiste d'effets visuels et l'un des pionniers de l'animation par ordinateur 3D. Son travail sur le film Casper de 1995 a permis de créer le premier personnage principal entièrement rendu par ordinateur dans un long métrage, devançant le long métrage Toy Story de six mois mais ce dernier est entièrement animé par ordinateur.

## Biographie
Jeffrey James Varab est né le 25 février 1955. Il est embauché par les Studios Disney en 1977, et débute sur sur le film Peter et Elliott le dragon, formé par Eric Larson l'un des « Neuf Sages de Disney ». Il fait partie de la première classe du Disney Training Program qui compte John Lasseter et Tim Burton. Il poursuit sur l'animation de Rox et Rouky (1981).
Depuis lors, Varab a travaillé pour le studio Amblin Entertainment de Steven Spielberg, Industrial Light and Magic de George Lucas, Universal Pictures et Sullivan Bluth Studios. 
Varab s'est fortement impliqué dans l’utilisation pionnière du rendu stéréoscopique et de l'autostéréoscopie dans l’animation. Il a fonder son propre studio pour réaliser le film Tugger: The Jeep 4x4 Who Wanted to Fly
En août 2010, Jeff Varab a été accusé de 13 chefs d'accusation de fraude et arrêté dans le comté d'Osceola en Floride.